# Cantón de Conflans-Sainte-Honorine
El cantón de Conflans-Sainte-Honorine (en francés canton de Conflans-Sainte-Honorine) es una circunscripción electoral francesa situada en el departamento de Yvelines, de la región de Isla de Francia. La cabecera (bureau centralisateur en francés) está en Conflans-Sainte-Honorine.

## Historia
Fue creado en 1964. Al aplicar el decreto nº 2014-214 del 21 de febrero de 2014 sufrió una redistribución comunal con cambios en los límites territoriales.